# Opération Deadlight

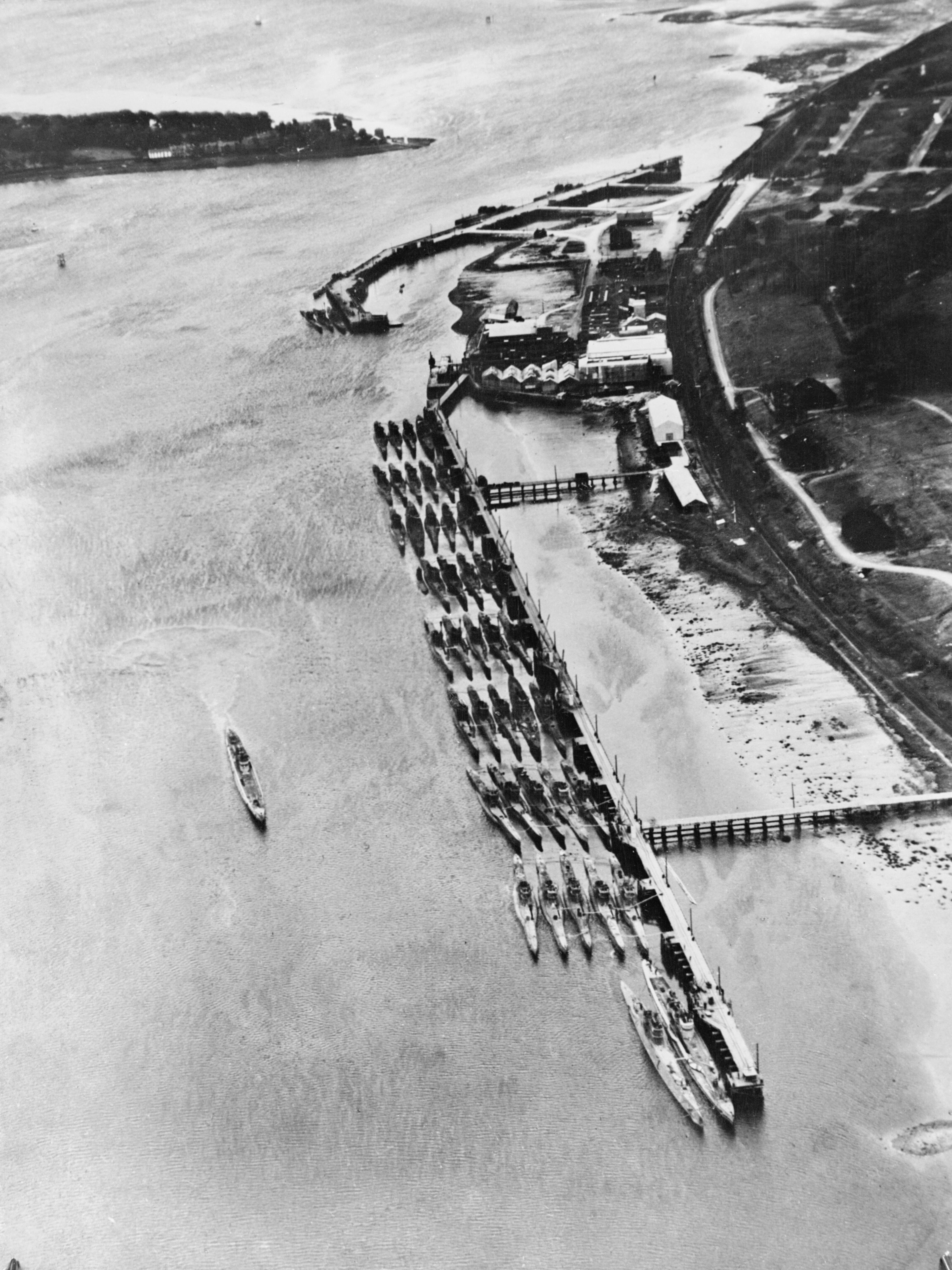
52 des 154 U-Boote de la flotte atlantique de l'armée allemande, amarrés à Lisahally (Irlande du Nord) ici en juin 1945 après la reddition de la flotte aux alliés

L'opération Deadlight est le nom de code de la destruction massive et systématique, par les forces alliées, des U-Boote de la Kriegsmarine qui se sont rendus après la défaite de l'Armée nazie à la fin de la Seconde Guerre mondiale.

## Destructions en mer
Sur les 154 U-Boote remis, 116 sont coulés ou sabordés en eau profonde au large de Lisahally en Irlande du Nord, ou dans le Loch Ryan en Écosse entre novembre 1945 et février 1946.
Le 12 février 1946 à 10 h 4, l'U-3514 est le dernier U-Boot coulé dans l'opération Deadlight. Les 33 autres U-Boote sont utilisés pour diverses tâches avant d'être coulés, comme l'U-1105, coulé lors d'essais d'explosifs dans le Potomac en 1949.
Plusieurs U-Boote échappent à l'opération Deadlight. Certains sont cédés comme prise de guerre au Royaume-Uni, à la France, à la Norvège et à l'Union soviétique, d'autres connaissent les sorts suivants :
- Cinq U-Boote que le Japon avait commandés étaient dans l'Est asiatique quand l'Allemagne a capitulé.
- Deux U-Boote sont transférés à la marine nationale française à l'occasion de l'opération Thankful: l'U-2326 (type XXIII) et l'U-2518 (type XXI) qui deviendra le Roland Morillot.

Deux autres U-Boote échappés à l'opération Deadlight, sont devenus aujourd'hui des navires-musées :
- L'U-505 devait être torpillé mais le contre-amiral Daniel V. Gallery (en) fait valoir avec succès qu'il ne relevait pas de l'opération Deadlight. L'United States Navy Task Group 22.3, sous les ordres du Capitaine Gallery, a capturé l'U-505 dans la bataille, le 4 juin 1944. Du fait d'avoir été capturé et non pas remis à la capitulation, il  devient un mémorial au Musée des Sciences et de l'industrie de Chicago.
- L'U-995 est transféré à la Norvège par le Royaume-Uni en octobre 1948 pour devenir le sous-marin norvégien Kaura. Il retourne en Allemagne en 1965 pour devenir un navire-musée en 1971.

## Listes des U-Boote concernés
Voir article en anglais : Liste des sous-marins de l'opération Deadlight (en)
- Type II D: (Nbre: 4)
  - U-143, U-145, U-149, U-150
- Type VII C: (Nbre: 46)
  - U-244, U-245, U-249, U-255, U-278, U-281, U-291, U-312, U-313, U-363, U-368, U-369, U-427, U-481, U-483, U-485, U-637, U-668, U-680, U-716, U-720, U-739, U-760, U-764, U-773, U-775, U-776, U-778, U-779, U-825, U-826, U-901, U-907, U-928, U-956, U-968, U-975, U-978, U-991, U-992, U-994, U-1052, U-1102, U-1194, U-1198, U-1203
- Type VII C/41: (Nbre: 27)
  - U-293, U-294, U-295, U-298, U-299, U-318, U-328, U-930, U-997, U-1002, U-1004, U-1005, U-1009, U-1010, U-1019, U-1022, U-1023, U-1103, U-1104, U-1109, U-1110, U-1163, U-1165, U-1271, U-1272, U-1301, U-1307
- Type VII D: (Nbre: 1)
  - U-218
- Type VII F: (Nbre: 1)
  - U-1061
- Type IX C: (Nbre: 2)
  - U-155, U-516
- Type IX C/40: (Nbre: 9)
  - U-170, U-532, U-539, U-541, U-802, U-806, U-868, U-1230, U-1233
- Type IX D: (Nbre: 3)
  - U-861, U-874, U-875
- Type IX D/42: (Nbre: 1)
  - U-883
- Type XXI: (Nbre: 4)
  - U-2502 (en), U-2506 (en), U-2511, U-3514
- Type XXIII: (Nbre: 18)
  - U-2321 (en), U-2322 (en), U-2324 (en), U-2325 (pl), U-2328 (pl), U-2329 (en), U-2334 (en), U-2335 (en), U-2336, U-2337, U-2341, U-2345, U-2350, U-2351, U-2354, U-2356, U-2361, U-2363

## Projet de sauvetage avorté
En 1995, le Ministère britannique de la défense a attribué un contrat de sauvetage à une entreprise qui prévoyait de renflouer la plupart, sinon la totalité, des U-Boote sabordés au titre de l'opération Deadlight. Étant donné que tous les produits en acier fabriqué depuis 1945 (date de lancement de la première bombe atomique) contiennent un niveau (faible) de radioactivité, les navires en acier, comme ceux sabordés au cours de l'opération Deadlight ou à Scapa Flow représentent l'une des rares sources d'acier non radioactif, nécessaires à la fabrication d'instruments de mesure de radioactivité, entre autres choses. Ainsi, cet acier « propre » a une plus grande valeur sur le marché que l'acier ordinaire, contaminé par des quantités infimes de radioactivité présentes dans l'air, ce qui rend ce sauvetage économiquement viable. La contamination par le plomb constitue également un enjeu de l'acier ancien recyclé. 
En 2002, la société d'Innes McCartney réalise ses premières recherches de localisations d'U-Boote. Ce projet est finalement abandonné à la suite des objections d'autres pays.

### Sources
- (en) Cet article est partiellement ou en totalité issu de l’article de Wikipédia en anglais intitulé « Operation Deadlight » (voir la liste des auteurs).